# Rivière Saint-Jean Nord-Ouest
Pour les articles homonymes, voir Saint-Jean et Rivière Saint-Jean.
La rivière Saint-Jean Nord-Ouest (anglais : Northwest Branch Saint John River), officiellement nommé décharge du Lac Frontière en 2020 au Québec, est un cours d’eau traversant la région administrative de la Chaudière-Appalaches, au sud du Québec, au Canada et le nord du Maine, aux États-Unis. Son cours coule dans :
- la municipalité régionale de comté (MRC) de Montmagny : municipalité de Lac-Frontière ;
- le Comté d'Aroostook (canton T11 R17 WELS), dans l'État du Maine ;
- le Comté de Somerset (Maine) (canton T10 R17 WELS), dans l'État du Maine.

Du côté canadien, la route 204 longe la frontière sur 6,4 km et traverse la rivière Saint-Jean nord-ouest, du côté sud-est du lac Frontière.
Du côté américain, une route partant de Lac-Frontière se dirige vers l’est en passant dans les montagnes. En sus, une route de la rive nord du segment de rivière en aval de la confluence de la rivière Daaquam dessert le canton T11 R17 WELS du North Maine Woods.

## Géographie
Le segment de la rivière de 1,1 km entre le pont de la route 204 et la frontière canado-américaine est considéré comme un prolongement du lac Frontière. Conséquemment, la rivière Saint-Jean Nord-Ouest prend officiellement sa source à la frontière canado-américaine et non pas à l’embouchure du lac Frontière dans la municipalité de Lac-Frontière[réf. nécessaire].
À partir de sa source, la rivière Saint-Jean nord-ouest coule sur 20,7 km dont 1,1 km au Québec et 19,6 km dans le Maine :
Cours supérieur de la rivière Saint-Jean Nord-Ouest (segment de 1,1 km au Québec)
- 1,1 km vers le sud dans la municipalité de Lac-Frontière, jusqu'à la frontière canado-américaine ;

Cours intermédiaire de la rivière Saint-Jean Nord-Ouest (segment de 9,9 km au Maine, soit jusqu’à la confluence de la rivière Daaquam)
- 3,9 km vers le sud-est, jusqu'à la limite du canton T12 R17 WELS ;
- 5,5 km vers le sud, puis le sud-ouest, jusqu'à la confluence de la rivière à la Loutre (venant de l’ouest), située dans le canton T11 R17 WELS ;
- 2,5 km vers le sud-est, jusqu'à la confluence de la rivière Daaquam (venant de l’ouest) ;

Cours inférieur de la rivière Saint-Jean Nord-Ouest (segment de 9,7 km en aval de la confluence de la rivière Daaquam)
- 0,6 km vers l’est, jusqu'au ruisseau Bean (Bean Brook) (venant du nord) ;
- 6,3 km vers le sud-est, jusqu'au ruisseau Oak (Oak Brook) (venant du nord) ;
- 1,3 km vers le sud en formant une courbe vers l’est, jusqu’à la limite entre le canton de Bellechasse et le canton de Saint-Jean Nord-Ouest, jusqu'à la limite du comté de Somerset ;
- 1,5 km vers le sud-est dans le canton T10 R17 Wels du comté de Somerset, jusqu’à la confluence de la rivière[3].

La rivière Saint-Jean Nord-Ouest se déverse sur la rive sud-ouest du fleuve Saint-Jean. Cette confluence est commune avec celle de la rivière Saint-Jean Sud-Ouest.
À partir de la confluence de la rivière Saint-Jean Nord-Ouest, le fleuve Saint-Jean coule vers l'est et le nord-est en traversant le Maine, puis vers l'est et le sud-est en traversant le Nouveau-Brunswick. Finalement le courant se déverse sur la rive nord de la Baie de Fundy laquelle s’ouvre vers le sud-ouest sur l’Océan Atlantique.